# Wang Chongwei
Wang Chongwei (王崇炜S, Wáng ChóngwěiP; Cina, 10 dicembre 1988) è un ex hockeista su ghiaccio cinese, di ruolo centro.

## Carriera
Wang Chongwei ha iniziato la sua carriera di hockey su ghiaccio nel settore giovanile della squadra di hockey su ghiaccio Qiqihar, che nel 2007 si fuse con la squadra di hockey su ghiaccio Harbin per diventare i China Sharks. Nella stagione 2008-09 fu chiamato in prima squadra e debuttò in Asia League Ice Hockey.
Wang Chongwei ha rappresentato il suo paese sia a livello giovanile che con la nazionale maggiore.

## Statistiche
Statistiche aggiornate a luglio 2011.